# 奉天忠灵塔
奉天忠灵塔是曾位于中华民国奉天市、满洲国奉天市（今中华人民共和国辽宁省沈阳市）一座忠灵塔。该忠灵塔建设于1925年，位于当时奉天市新市区东南部的千代田通31番地（今中华人民共和国沈阳市和平区南京南街3号附近），用来祭祀日俄战争中的日本战殁者。在该忠灵塔旁边有一座子弹形的忠魂碑，修建于1910年，1925年忠灵塔修建时移筑并翻修。由于忠魂碑的形状，有汉语别名炮子坟，也指代忠灵塔所在地块。
忠灵塔并非神社，不过正门（面向北偏东）处和忠灵塔前方近处各有一座鸟居。

## 背景
甲午战争中日本军队的阵亡者大多埋葬在战场附近。日军撤退后不少坟墓遭到当地人破坏。于是日本陆军命令守备队收集遗骨，并送回日本本土，临时安置在京都泉涌寺。1902年，东京护国寺忠灵塔完工，在隆重的法事之后安葬于忠灵塔后方墓地。
数年后的日俄战争中，日本军队改变了对阵亡者遗体的处理：以火化代替土葬，其后送还给故乡的亲属。无法送还的埋葬于战场附近。日俄战争胜利之后，根据朴茨茅斯和约，日本在旅顺建立了关东都督府，并成立南满洲铁道株式会社（以下简称“满铁”）以管理长春至旅顺一线的铁路以及附属的煤矿。然而前述的埋葬地点大多位于满铁管辖区域之外，难于管理。故而关东都督府的守备队（关东军的前身）奉命收集各处的骨灰，并于1907-1910年间在旅顺、大连、辽阳、奉天、安东建立纳骨祠以收容。
而建设忠灵塔的想法自从日俄战争结束便已经被提出。关东都督府从1908年起开始了忠灵塔的建设工程，在前述五处纳骨祠所在地修建了忠灵塔。奉天忠灵塔即是其中之一。

## 历史

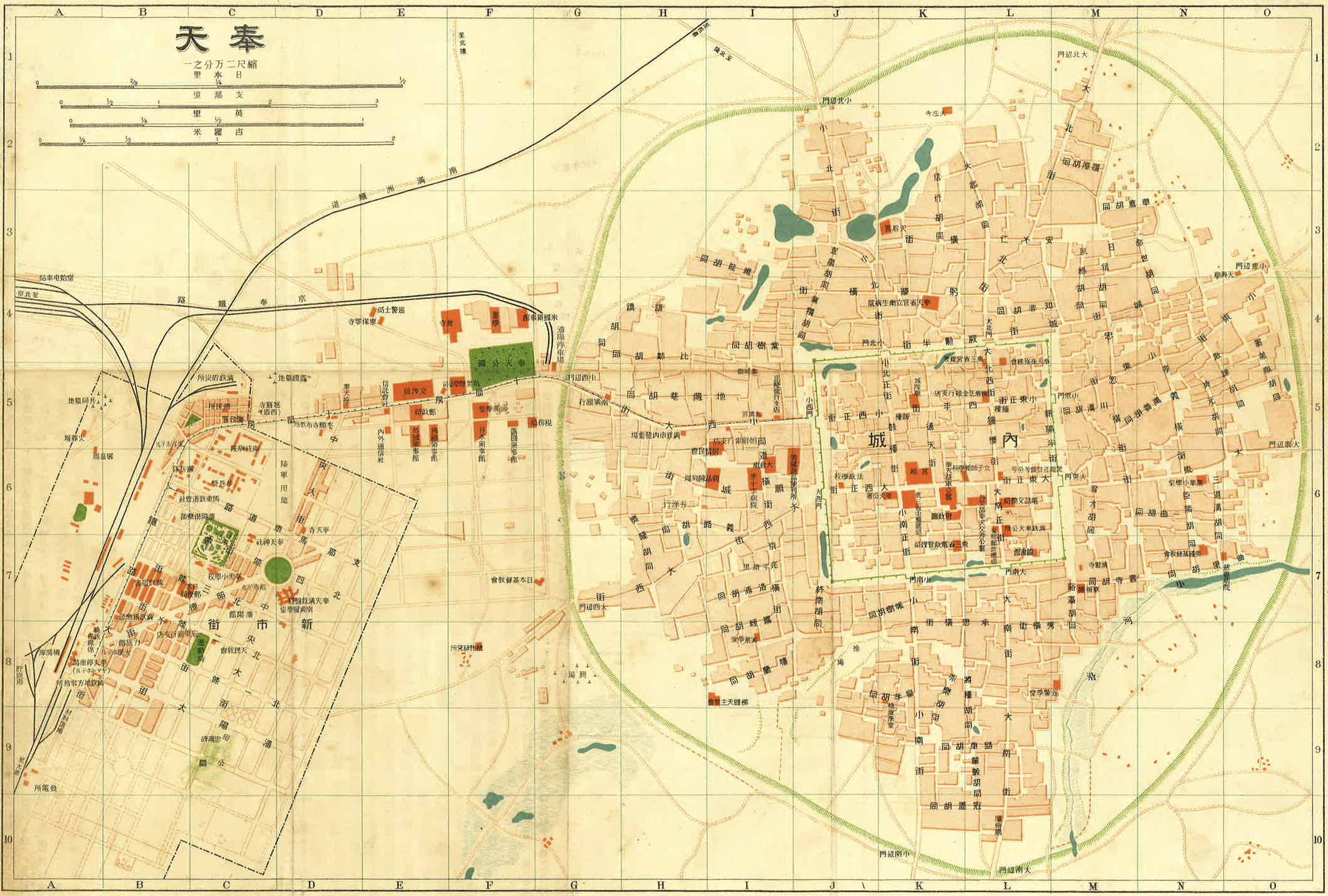
1911年的地图上可见忠魂碑的位置基本与后来的忠灵塔相同，但忠魂碑位于接近千代田通（当时名为沈阳大街）的北侧

纳骨祠修建于1910年（清宣统2年）3月，位于奉天千代田广场。当时由军人自行筹措材料修建。由于建材质量不佳，数年后即因寒暑风雨侵蚀而导致渐渐破损。而纳骨祠所在位置为奉天满铁附属地，随着迁居此地的日本人增加，市街逐渐发达，相形之下纳骨祠更显寒怆，翻修的需求也越加强烈。子弹形状的忠魂碑建于纳骨祠顶部，以奉天会战后收集的炮弹壳、废弃枪支的金属为原料。碑文由当时的满洲军总司令大山岩题写。
1923年，管理纳骨祠、忠灵塔的南满洲纳骨祠保存会成立，其主要管理人员来自关东军的高级副官和满铁。1924年，关东军司令官白川义则在满铁的支持下，开始修建忠灵塔替代纳骨祠，并在同一地块将原来的忠魂碑迁移至此重修。1925年忠灵塔完工，忠魂碑位于同一地块东侧。
1935年，财团法人忠灵显彰会成立，着手在满洲国修建新的忠灵塔:1117。南满洲纳骨祠保存会被忠灵显彰会合并:225。当时已经存在的包括奉天忠灵塔之内的5座忠灵塔划归其管辖。:853
1939年，大日本忠灵显彰会成立，目的是管理和修建日本国内外的忠灵塔。1942年，忠灵显彰会被大日本忠灵显彰会合并。:228
1945年满洲国灭亡。奉天忠灵塔所保管的一部分遗骨被中国国民政府归还给日本政府。

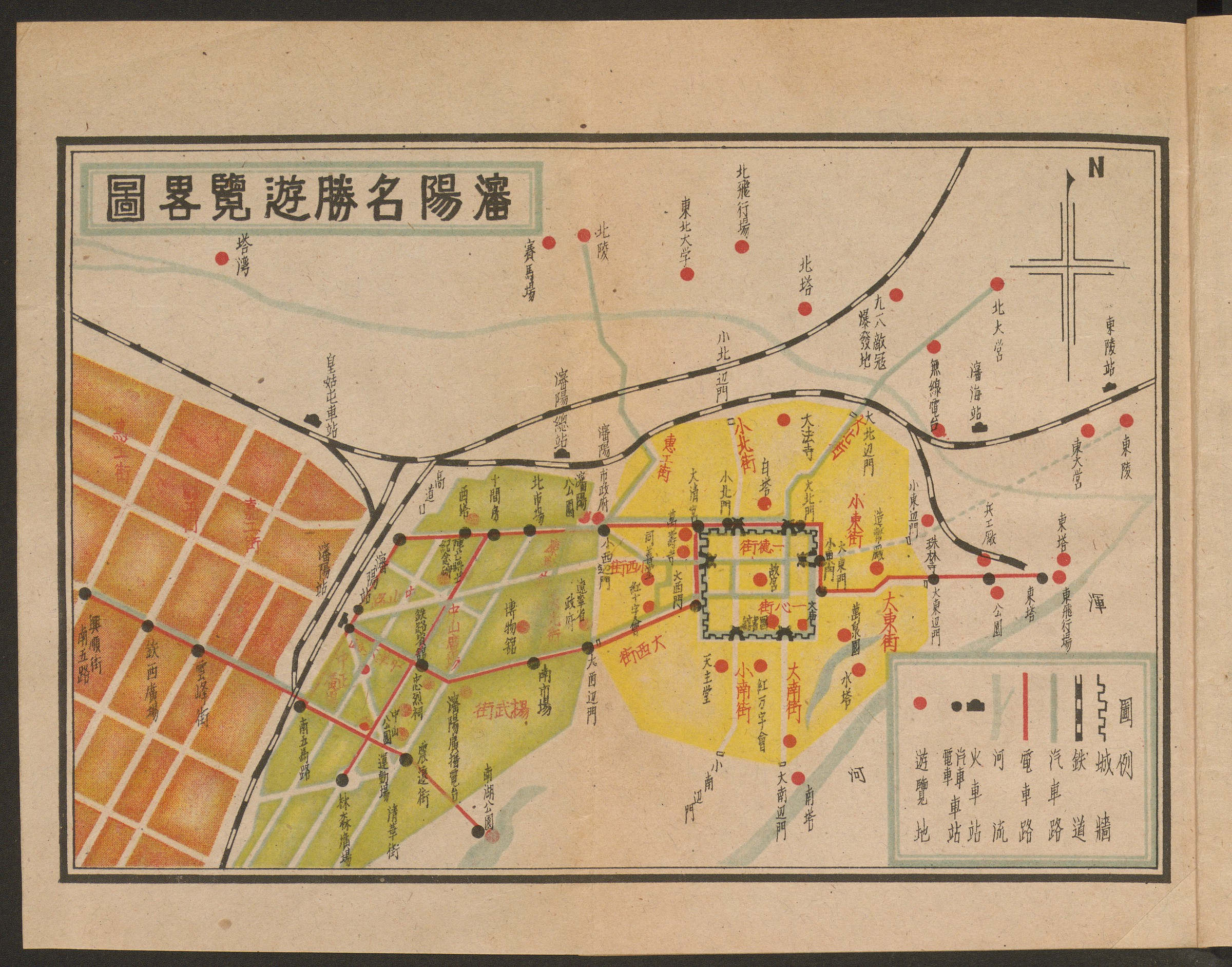
1947年时的地图上忠灵塔称作“忠烈祠”

战后忠灵塔及所在地块则基本保持了原貌，作为公共活动空间使用，直至1960年左右被拆除。1971年，中华剧场落成于原忠灵塔位置。至今此地仍为中华剧场。

## 建筑
忠灵塔（以及最初的纳骨祠）位于整个地块的南端，高24.3米。因为所祭祀的是与俄罗斯军队交战而死的军人，忠灵塔面向北方，而非坐北朝南。忠灵塔占地面积约565平方米，所在的广场面积约17970平方米。
子弹形状的忠魂碑则位于所在地块东侧。
所在广场植有杏树，附近儿童会在广场游玩。

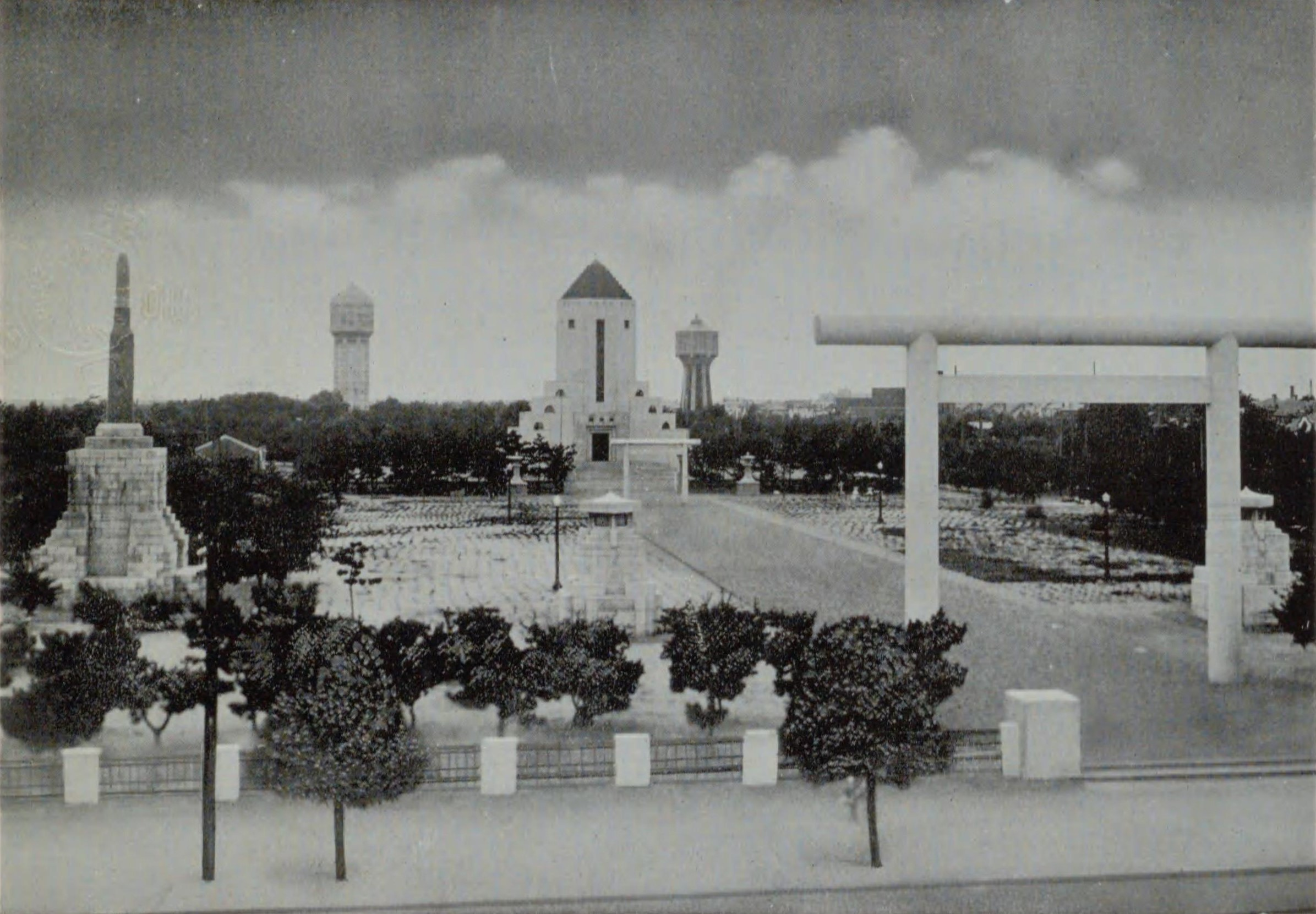
从东北方望向忠灵塔。画面左侧炮弹形建筑物为忠魂碑
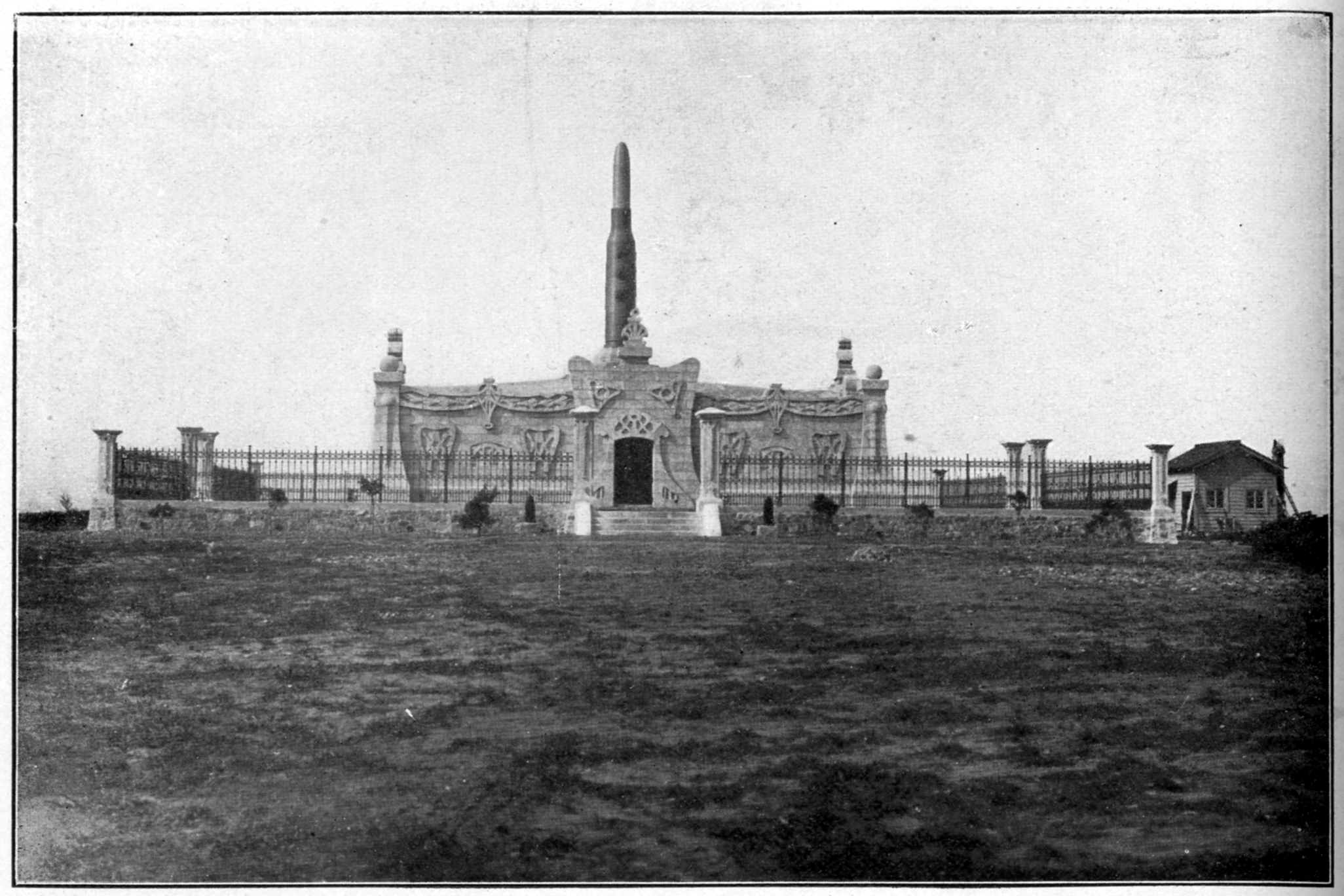
迁移之前的忠魂碑、纳骨祠
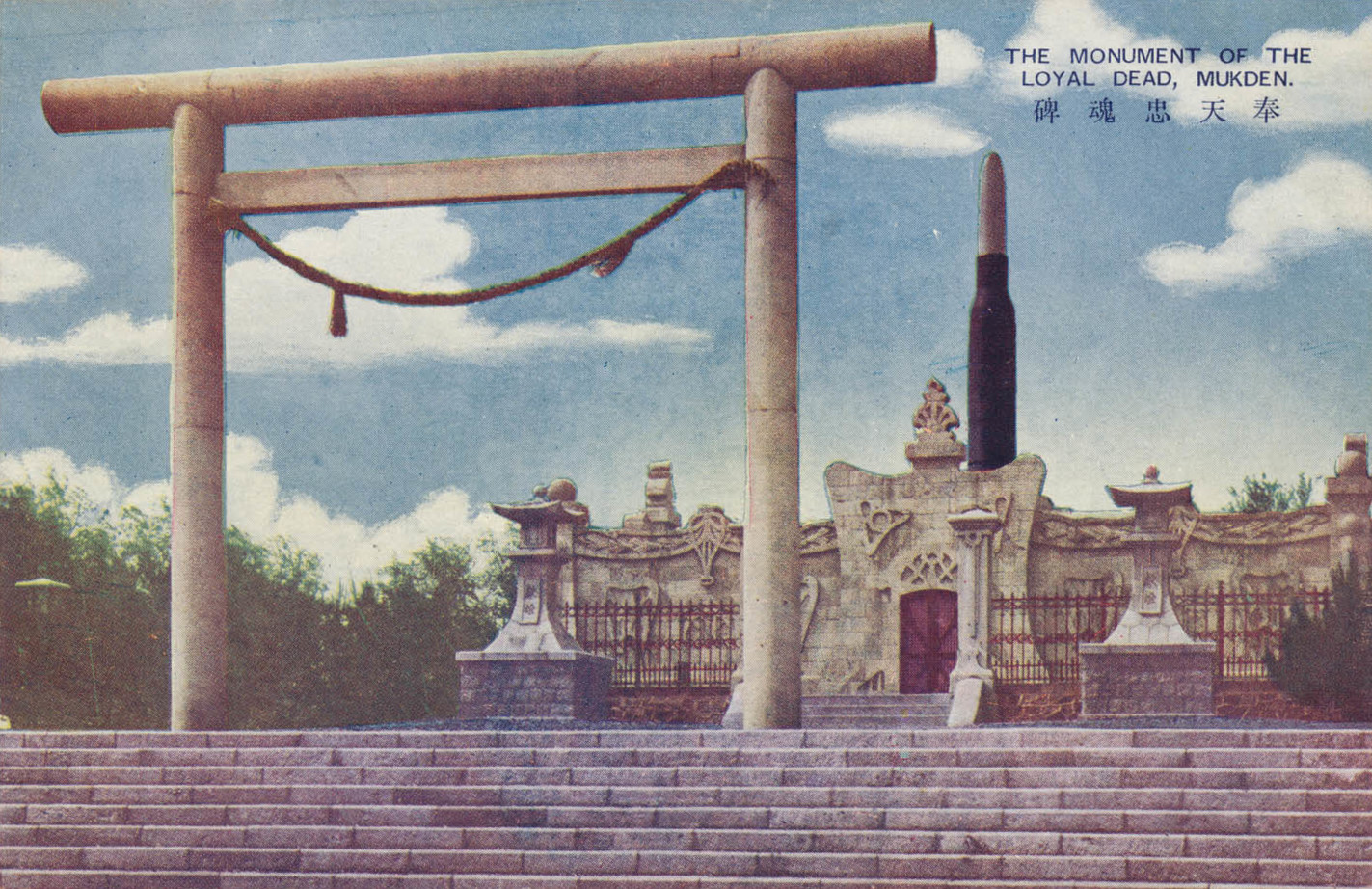
忠魂碑、纳骨祠，较上一图时间稍晚
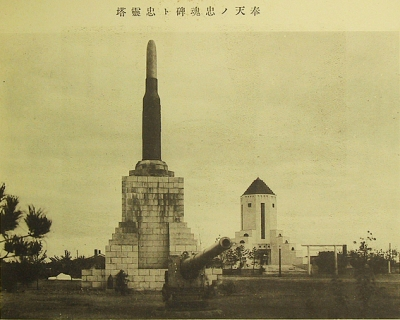
迁移后的忠魂碑
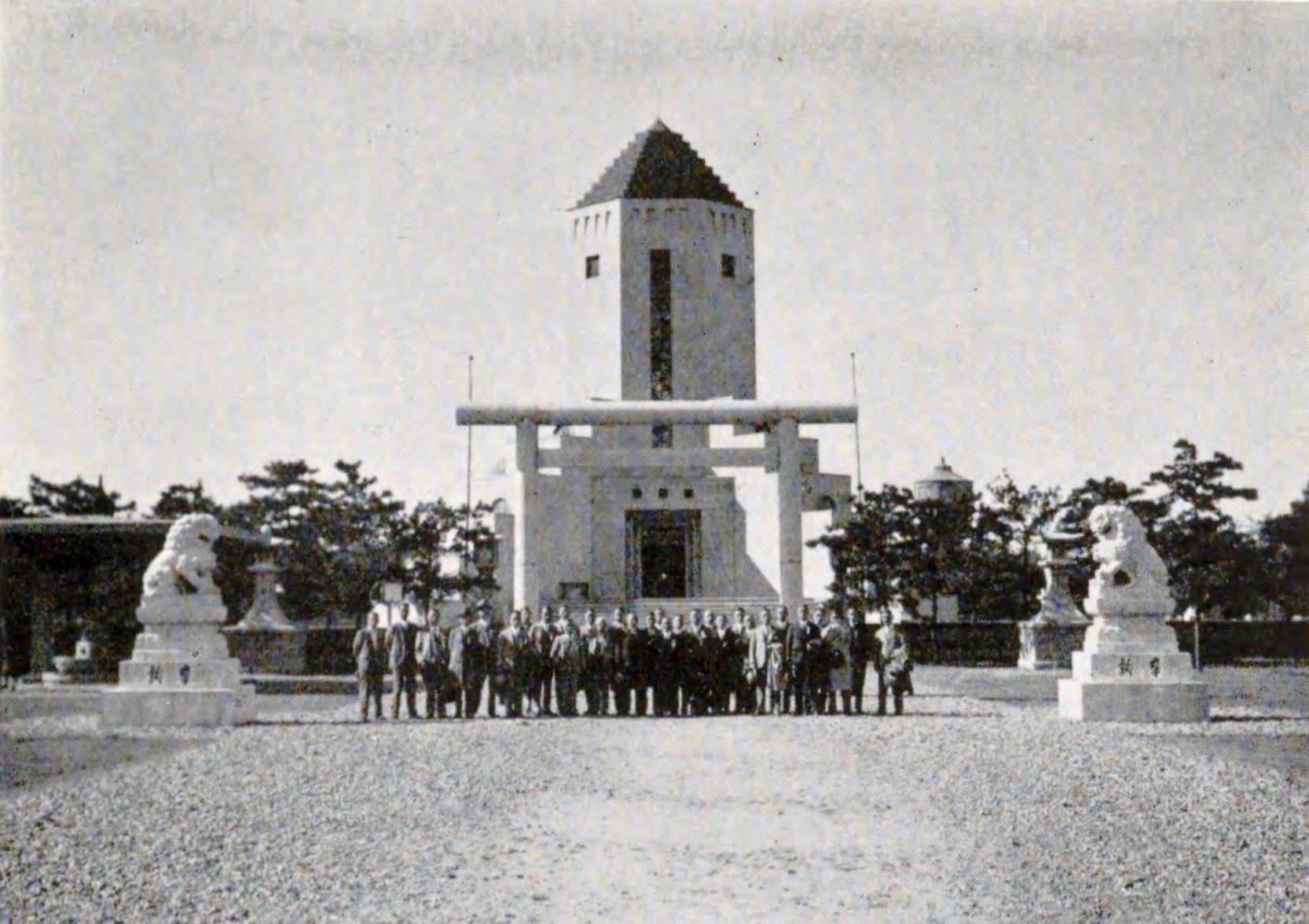
忠灵塔正面
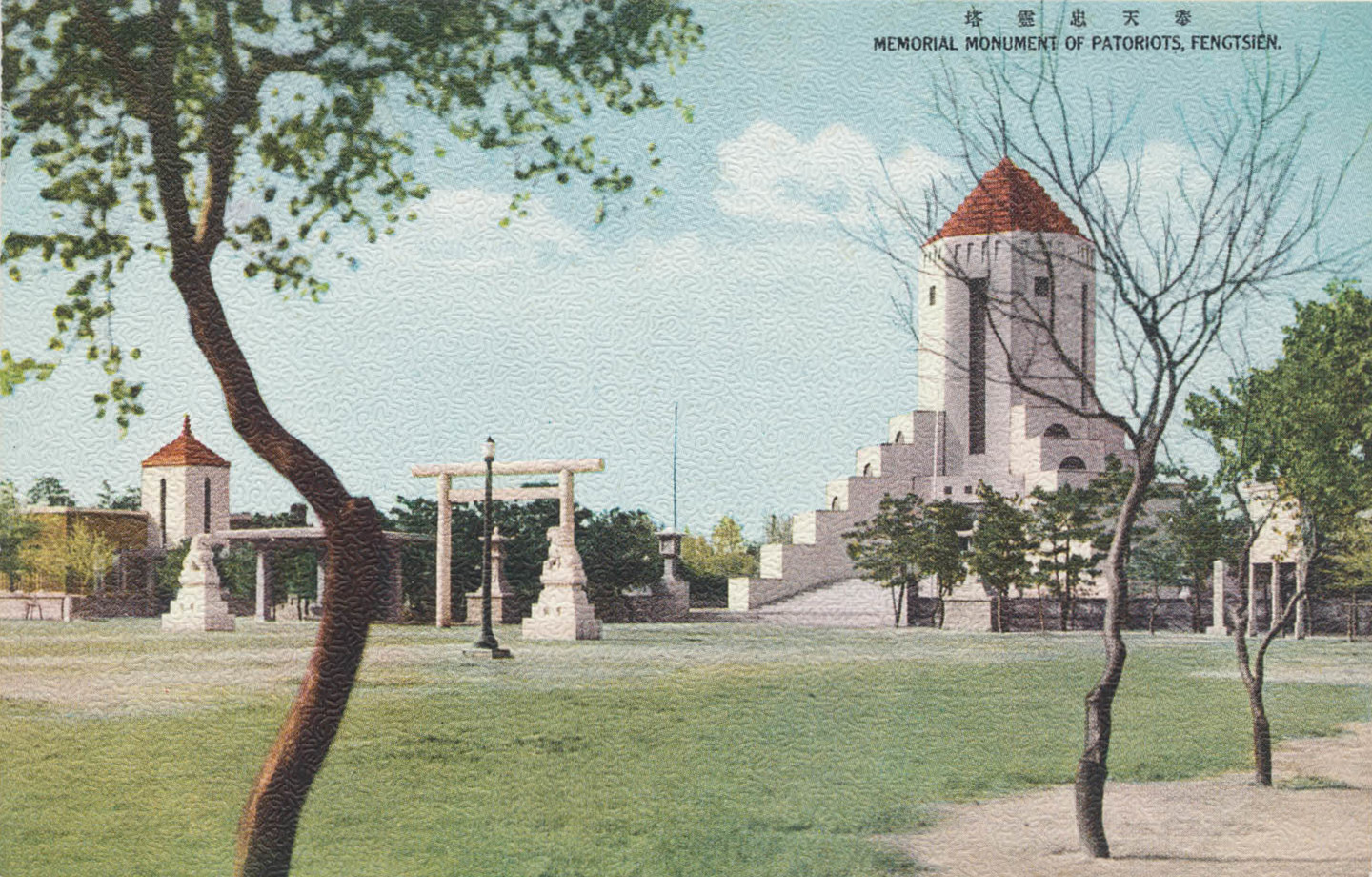
从北面看到的忠灵塔
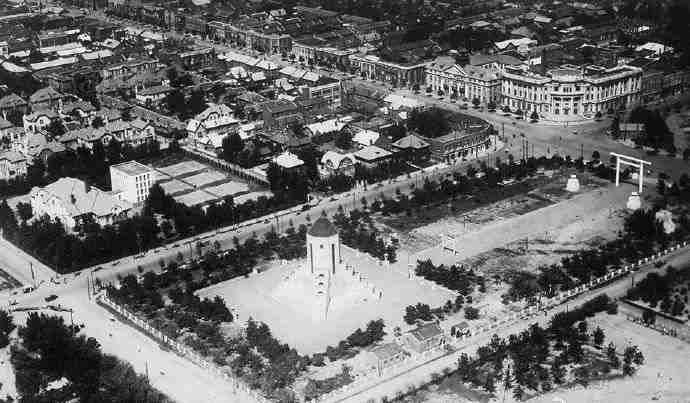
包含奉天忠灵塔的航拍图

## 祭祀人物
奉天忠灵塔主要祭祀的人物为日俄战争中，在南至辑安（不含）、本溪湖（不含）、打虎山、阜新，北至临江、朝阳镇、郑家屯、通辽的区域内战死的日本军人。根据1942年数据，其中日俄战争34875人，1916年郑家屯事件12人，1919年宽城子事件1人，九一八事变840人，共35728人。
慰灵祭为每年的4月30日、10月23日，附近的女子学校和千代田小学的学生每年两次到此参加慰灵祭并进行义务扫除。陆军纪念日（3月10日）也会有纪念活动，例如附近的学生会进行队列行进。